# Horní Řepčice
Horní Řepčice település Csehországban, a Litoměřicei járásban. Horní Řepčice Křešice, Chotiněves, Liběšice és Polepy településekkel határos. Lakosainak száma 94 fő (2024. január 1.).

## Népesség
A település lakosságának változását az alábbi diagram mutatja:
| Lakosok száma | 248  | 231  | 276  | 183  | 132  | 98   | 96   | 99   | 95   | 94   |
|               | 1869 | 1890 | 1921 | 1950 | 1980 | 2001 | 2017 | 2019 | 2022 | 2024 |